# Parrano
Parrano es una localidad y comune italiana de la provincia de Terni, región de Umbría, con 587 habitantes.

## Evolución demográfica
| Gráfica de evolución demográfica de Parrano entre 1861 y 2001 |
|                                                               |
| Fuente ISTAT - elaboración gráfica de Wikipedia               |